# Topola czarna

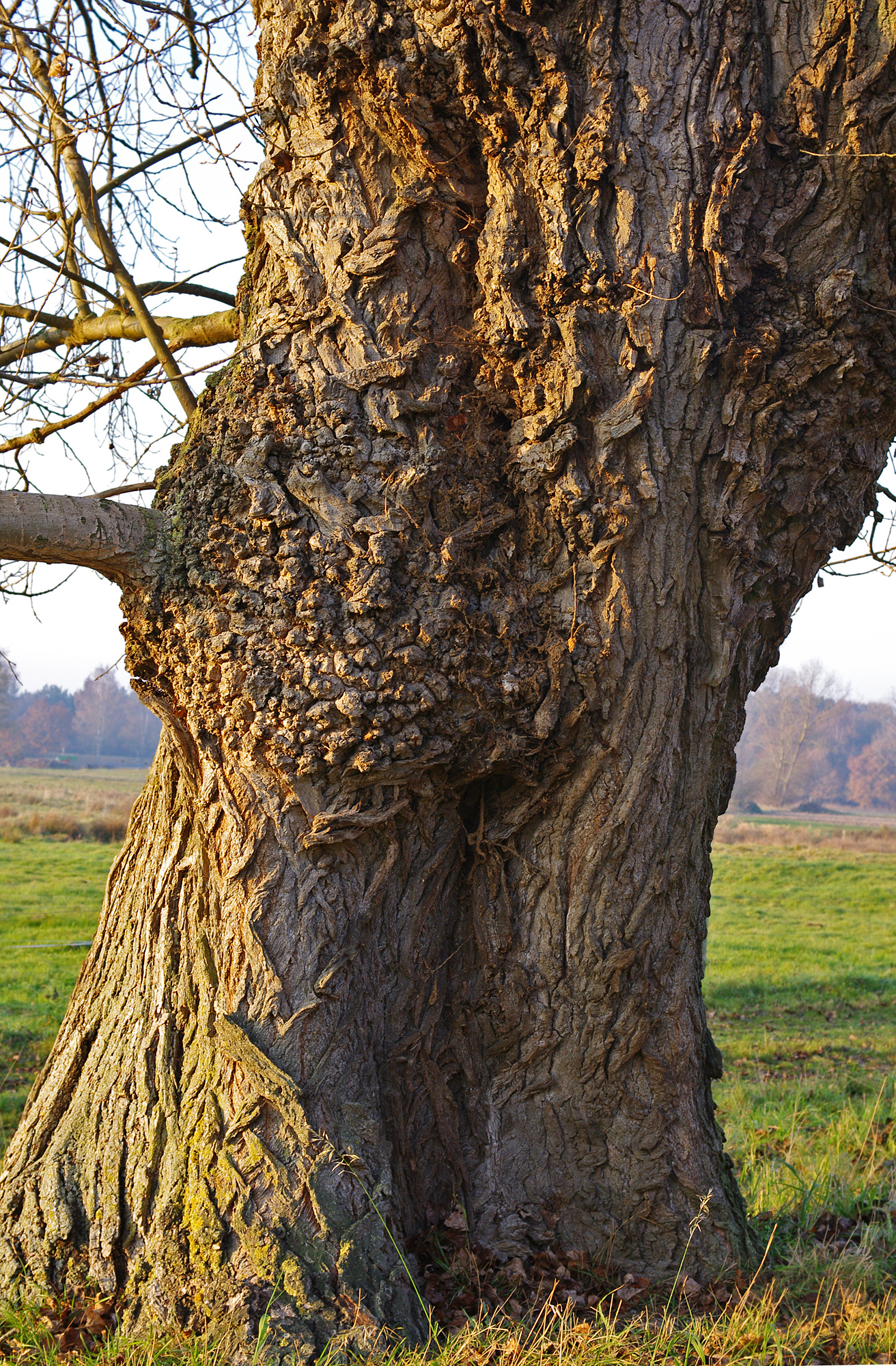
Pień z guzowatą naroślą

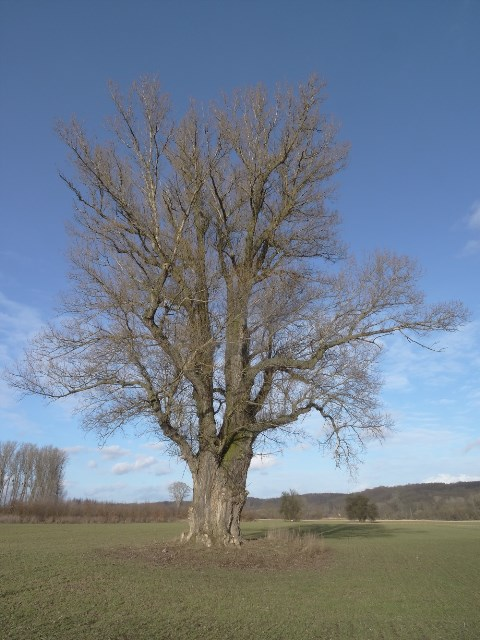
Topola "Mariańska" z Ostromecka - pokrój typowy dla gatunku.

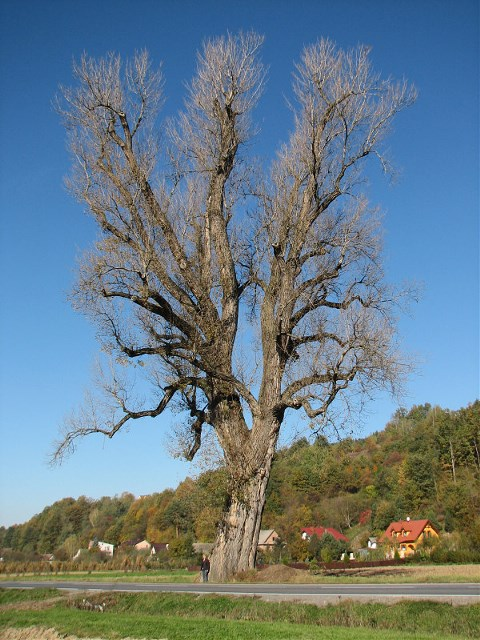
Topola czarna w Melsztynie - pomnik przyrody od 1933 r.

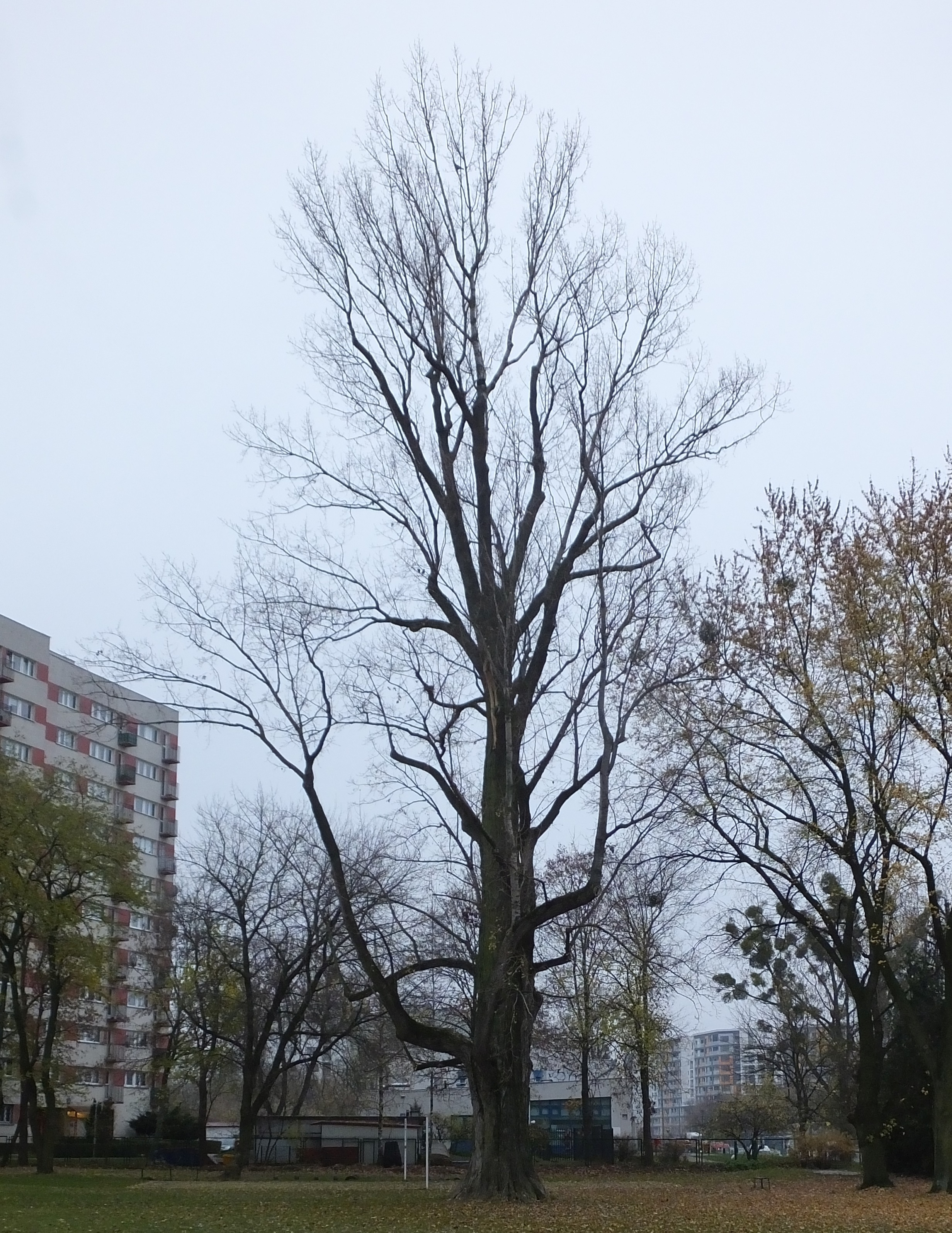
Najwyższa topola czarna w Polsce - warszawskie Bielany, ul.Smoleńskiego

Topola czarna, sokora, sokorzyna, jasiokor, topola nadwiślańska (Populus nigra L.) – gatunek drzewa z rodziny wierzbowatych (Salicaceae). Występuje w Europie, Azji i północnej Afryce. W Polsce rośnie dziko, czasami jest sadzona, w tym w popularnej odmianie zwanej topolą włoską 'Italica'. W naturze zasiedla żyzne siedliska nadrzeczne. Wykorzystywana jest jako roślina ozdobna, lecznicza i źródło surowca drzewnego do wyrobu celulozy i sklejki.

## Rozmieszczenie geograficzne
Występuje na terenie środkowej, zachodniej i południowej Europy, środkowej Azji, zachodniej Syberii i północnej Afryki. W Polsce występuje na całym obszarze, z wyjątkiem Pomorza Zachodniego i północno-wschodnich rejonów, gdyż przez Polskę przebiega północna granica jej zasięgu.

## Morfologia
PokrójDorasta do 30 metrów wysokości, rzadko do 35 m. Drzewa wyższe zdarzają się bardzo rzadko, ale w Europie znane są okazy ponad 40-metrowe. Może osiągać ponad 3 m średnicy pnia. Jest drzewem z szeroką, kopulastą lub stożkową koroną. Pnie na starszych okazach przeważnie z guzowatymi naroślami oraz często z pędami odroślowymi. Największą znaną topolą czarną w Europie jest ponad 300-letnia "La Pouplie" rosnąca w miejscowości Boult-sur-Suippe we Francji, której obwód pnia w pierśnicy przekracza 1000 cm.
PędyGałązki jasnożółte do szarożółtawych. Młode gałązki nie posiadają listwek korkowych. Kora ciemnobrunatna, na starszych egzemplarzach prawie czarna, głęboko spękana.
LiściePąki podługowatojajowate, stożkowe, duże do ok. 1,4 cm. Liście długości 5-12 cm, jajowatorombowate, do trójkątnych, u nasady słabo sercowate, zaostrzone, brzegiem karbowano-piłkowane. Gdy są młode, mają zielono-czerwonawy kolor, z czasem robią się ciemnozielone, z mocnym połyskiem, spodem jasnozielone, matowe. Ogonki liściowe spłaszczone prostopadle względem blaszki liściowej, dość długie, u nasady blaszek brak gruczołków (cechy klasyfikacyjne).
KwiatyU nasady objęte kubkowatym wyrostkiem, dwupienne, zebrane w kotki. Przysadki kwiatowe czerwone, porozcinane. Pylniki pręcików czerwone, znamiona słupków żółte.
OwoceTorebka pękająca 2 klapami. Nasiona opatrzone puchem.
Korzenie
Ma silnie rozwinięty, talerzowy system korzeniowy. Bywa podatna na wykroty.

## Biologia
W warunkach Polski żyje przeważnie do około 150 lat, ale znane są także okazy ponad 200-letnie. Rośnie szybko, ale wolniej od mieszańców, które tworzy z gatunkami północnoamerykańskimi (patrz: topola kanadyjska). Kwitnie pod koniec marca lub w kwietniu, przed rozwojem liści. Nasiona dojrzewają w maju, są lekkie, roznoszone przez wiatr. Rozmnaża się także przez odrosty korzeniowe i zdrewniałe sadzonki. Z korzeni zasypanych piaskiem wyrastają korzenie przybyszowe. Siedlisko: aluwia rzeczne, preferuje stanowiska zalewowe i lasy łęgowe, o glebach piaszczystych, ale bogatych w składniki pokarmowe. Roślina światłolubna. W klasyfikacji zbiorowisk roślinnych gatunek charakterystyczny dla Ass. Popletum albae.

## Zmienność

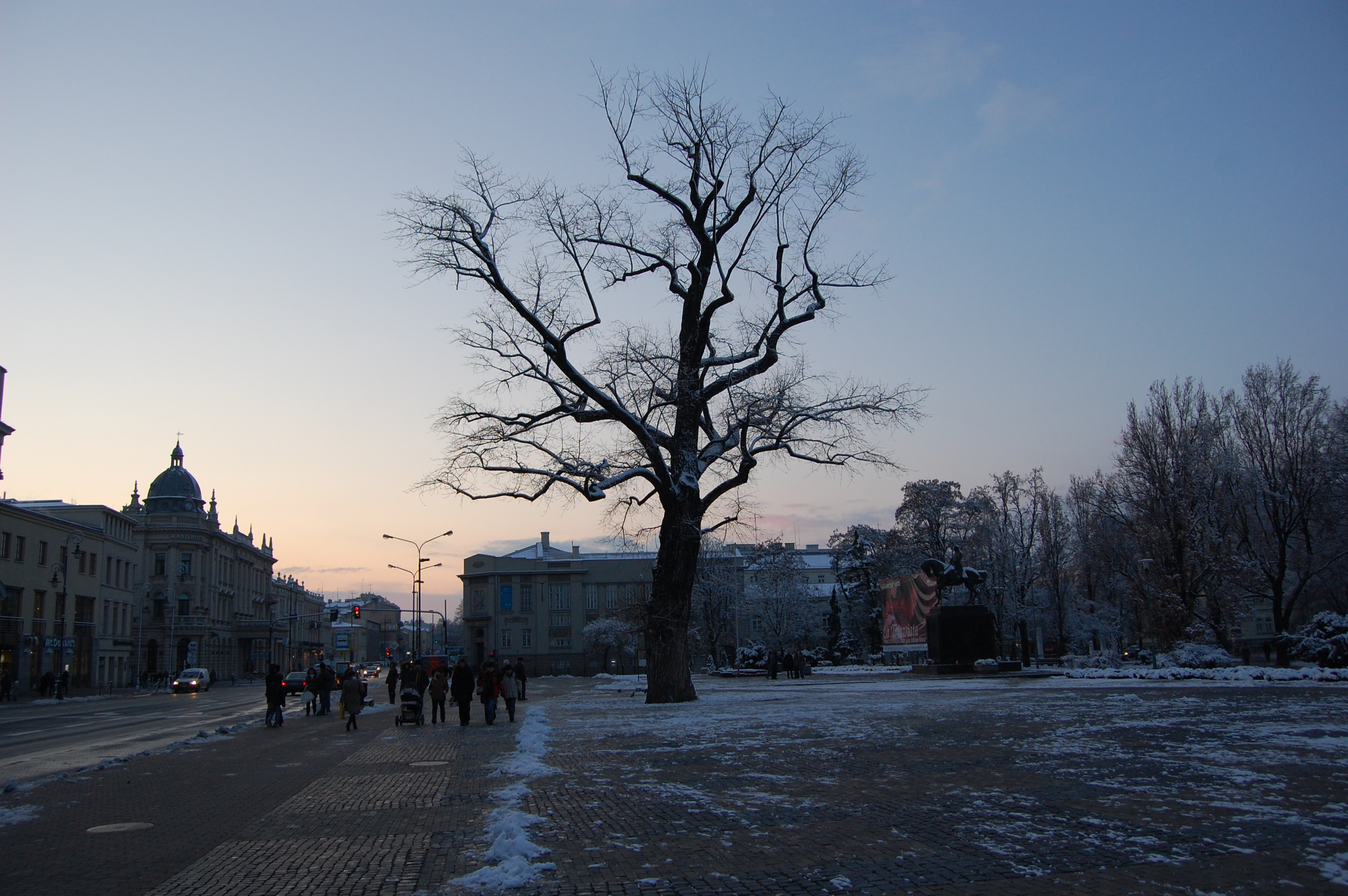
Topola czarna "Baobab" na placu Litewskim w Lublinie (usunięta w 2017 r.)

Jest gatunkiem dość zmiennym pod względem fenotypowym. Tworzy drzewa o różnych cechach pokroju. Pnie bywają proste i regularne, a także czeczotowate. Korony od bardzo szerokich i rozłożystych do wąskich i gęstych. 
Wybrane odmiany:
- 'Italica' - topola włoska. Utrwalona w procesie wielowiekowej uprawy męska odmiana kolumnowa.
- 'Plantierensis' - szerokokolumnowa odmiana męska, charakteryzująca się owłosieniem ogonków liściowych.
- 'Afghanica' – południowoeuropejska, męska odmiana kolumnowa o jasnej korze na konarach. Nasada pnia jest ciemniejsza i chropowata. Liście są zaokrąglone.
- 'Italica Foemina' – żeńska, wolniej rosnąca odmiana topoli włoskiej. Posiada pokrój wąskolejkowaty. Gałęzie rozwidlają się szeroko u szczytu korony. Kora posiada szarobrązową barwę, przeważnie nieco jaśniejszą niż u drzew standardowej odmiany 'Italica'. Kwiatostanami są zielone kotki. W maju tworzy dużą ilość puchu nasiennego.
- 'Vereecken' – odmiana męska wyhodowana w Holandii w połowie XX wieku. Posiada luźną i wąską, odporną na działanie wiatru koronę. Gałęzie są lekko wygięte ku górze.
- 'Wolterson' - odmiana żeńska w pokroju przypominająca nieco topolę bujną (Populus canadensis 'Robusta').
- 'Brandaris' - odmiana męska o pokroju kopulastym. Wiatroodporna.
- 'Lombardy Gold' - forma topoli włoskiej o żółtej barwie liści.

## Zastosowanie
- Roślina lecznicza
  - Surowiec zielarski – zebrane wczesną wiosną pączki (Gemmae Populi). Zawierają glikozydy fenolowe (m.in. salicyna, populina), olejki eteryczne, garbniki, żywice, sole mineralne, flawonoidy[11].
  - Działanie: moczopędne, słabo napotne, przeciwgorączkowe. Obniża poziom mocznika i innych szkodliwych metabolitów w organizmie. Podobne działanie mają również pączki topoli białej, balsamicznej i osiki[11].
- Roślina ozdobna: Używana głównie do nasadzeń parkowych i krajobrazowych. Przez krzyżowanie z topolami deltoidalnymi uzyskano wiele cennych, sadzonych powszechnie kultywarów[5].
- Drewno jest miękkie i lekkie. Ma jasnobrązową twardziel i żółtobiały biel. Jest wykorzystywane jako surowiec do wyrobu celulozy i sklejki[8]. W uprawach gospodarczych zastępują ją bardziej opłacalne mieszańce euramerykańskie, czyli topole kanadyjskie. Na topoli czarnej rozwija się kilka gatunków motyli nocnych

## Największe okazy w Polsce[7][12]
- Topola Mariańska - Ostromecko, rok pochodzenia: 1800-1820, obwód pierśnicowy: 908 cm, wysokość: 30 m
- Topola Kromnowska - Kromnów, rok pochodzenia: 1800-1820, obwód pierśnicowy: 821 cm, wysokość: 37,5 m
- Topola czarna w Melsztynie - rok pochodzenia: 1780-1800, obwód pierśnicowy: 788 (860) cm, wysokość: 36 m
- Topola Zasańska - Stalowa Wola, rok pochodzenia: 1820, obwód pierśnicowy: 781 cm, wysokość: 30 m
- Topola czarna w Parchatce - rok pochodzenia: 1800-1820, obwód pierśnicowy: 612 (820) cm, wysokość: 27 m (drzewo ścięte w 2020 r.)[13]
- Topola czarna na warszawskich Bielanach - rok pochodzenia: 1880-1900, obwód pierśnicowy: 621 cm, wysokość: 40 m
- Topole czarne w Ostrówku (2 szt.) - rok pochodzenia: 1880-1900, obwód pierśnicowy: 837 cm i 827 cm, wysokość: 24 m i 22 m
- Topole czarne w Solcu Kujawskim (2 szt.) - rok pochodzenia: 1900-1910, obwód pierśnicowy: 820 cm i 784 cm, wysokość: 34 m i 36 m
- Topola czarna w Brodach - rok pochodzenia: 1870-1890, obwód pierśnicowy: 751 cm, wysokość: 27 m
- Topola Baobab - Lublin, rok pochodzenia: 1880, obwód pierśnicowy: 506 cm, wysokość: 16 m (drzewo ścięte w 2017 r.)[10]

Zobacz też:
- Topola czarna 'Plantierensis' z Parku Matejki - Łódź, rok pochodzenia: 1945, obwód pierśnicowy: 421 cm, wysokość: 28 m